# 宋溪
宋溪是马来西亚霹雳州马登巴冷县下辖的一个城镇和巫金，也是县内人口第三多的城镇。其北面是美罗，南面则是慕亚林县之地罗叻（Trolak）小镇。宋溪的名称来自于一种叫"Sesungkai"的树木，该树木在宋溪河旁可见。另一个传说是广东人来此居住时因当地有养鸡场，而被称为"送鸡的"，久而久之便流传成宋溪。
宋溪在独立前只是一个小镇和华人新村，目前该镇附近已有许多花园住宅区，以及周边的瓜拉美金华人新村和数个垦殖区，其中宋溪克拉垦殖区也有少量华裔居民。位于宋溪克拉（Sungai Klah）的热水湖及野生动物保护中心是当地主要的旅游景点，而油棕和橡胶则为当地主要的种植物。

## 交通

### 公路
宋溪镇是南北大道北段高速公路的其中一个交通枢纽出入口，在南北大道竣工之前马来西亚联邦1号公路便是宋溪的主干道路。

### 城际轨道
宋溪自1984年开始便是马来亚铁路系统的一个停靠站，并可通过铁路通往打巴路镇和仕林河镇。马来亚铁道电动列车服务下的西海岸铁路线在宋溪设有一座宋溪站。该站也属于怡保至吉隆坡中央车站（怡隆城际）电动列车线路的快车站，只有金色服务（ETS Gold）会于该站停留。